# Берсанукаев, Якуб Розакович
Я́куб Роза́кович Берсанука́ев (4 декабря 1991 года) — российский боец смешанных единоборств, чемпион России по кикбоксингу среди профессионалов, чемпион мира, 4-кратный чемпион Юга России, 3-кратный чемпион России, мастер спорта международного класса.
Родился 4 декабря 1991 года. Тренируется в бойцовском клубе «Беркут» под руководством чемпиона мира Мусы Шихабова. В 2010 году стал чемпионом мира по кикбоксингу среди юниоров. В 2011 году стал чемпионом России и мира среди взрослых. В 2012 году стал чемпионом России среди профессионалов по версии W-5. В 2013 году на проходившем в городе Шахты чемпионате России занял второе место. В том же году на проходившем в городе Сегед (Венгрия) Кубке мира в разделе К-1 стал бронзовым призёром.
Выиграл множество всероссийских и международных турниров. Провёл 6 боёв в смешанных единоборствах, из которых 5 выиграл.